# 8 de junio
El 8 de junio es el 159.º (centésimo quincuagésimo noveno) día del año del calendario gregoriano y el 160.º en los años bisiestos. Quedan 206 días para finalizar el año.

## Acontecimientos
- 68: el Senado romano proclama a Galba como emperador.
- 218: Batalla de Antioquía: Heliogábalo derrota, con el apoyo de las legiones sirias, a las fuerzas del emperador Macrino, quien escapó, pero fue capturado cerca de Calcedón y luego asesinado en Archelais.
- 793: en Northumbria, los vikingos atacan la abadía de Lindisfarne, hecho comúnmente aceptado como el inicio de la invasión escandinava de Inglaterra.
- 1191: en Palestina, Ricardo I de Inglaterra llega a San Juan de Acre para empezar su cruzada.
- 1288: en Alfaro (España), Sancho IV «el Bravo» da muerte a Lope de Haro, señor de Vizcaya.
- 1492: en España, los Reyes Católicos prometen a Alonso Fernández de Lugo la gobernación vitalicia de la isla de La Palma, en Canarias, cuando finalice su conquista.
- 1595: en Venezuela, los corsarios ingleses Amyas Preston y George Somers asaltan y queman Caracas.
- 1610: En el atrio de la catedral de París, Francia, son quemados públicamente todos los ejemplares de la obra De rege et regis institutione, del jesuita español Juan de Mariana. En esta obra, se legitima el asesinato de un monarca si éste actúa con tiranía, lo que provocó que se relacionara con el asesinato el mismo año de Enrique IV de Francia por el monje Ravaillac.
- 1783: el volcán Laki, en Islandia, comienza una erupción de 8 meses que matará al 20 % de los islandeses y en los dos años siguientes causará una gran hambruna, que dejará un saldo de 6 millones de muertes en todo el mundo. Se ha descrito como «una de las mayores catástrofes medioambientales en la historia europea».
- 1794: en Francia, Robespierre inaugura la nueva religión de la Revolución francesa, el Culto de la Razón y del Ser Supremo, con una gran cantidad de festivales en toda Francia.
- 1861: en los Estados Unidos ―en el marco de la Guerra de Secesión―, Tennessee se separa de la norteña Unión.
- 1867: en Cfen (Hungría), Francisco José I y Sissi son coronados reyes.
- 1873: En España las Nuevas Cortes proclaman la I República Española, en el segundo gobierno de Francisco Pi y Margall.
- 1912: en Hollywood, Carl Laemmle crea la empresa Universal Pictures.
- 1929: en Bogotá (Colombia) es asesinado el estudiante Gonzalo Bravo Pérez luego de denunciar la masacre de las Bananeras y otros crímenes de Estado. Desde entonces, se conmemora en esta fecha el Día del Estudiante.
- 1928: en China, en el marco de la Expedición del Norte, el Ejército Nacional Revolucionario chino captura Pekín y le cambia el nombre por el de Beiping (‘Paz del Norte’).
- 1936: en China, las tropas de Chiang Kai-shek toman Pekín.
- 1941: en el marco de la Segunda Guerra Mundial, los Aliados invaden Siria y Líbano.
- 1944: en Tulle (aldea de 18 000 habitantes en el centro de Francia), el Movimiento de Resistencia Maquís mata a unos 40 soldados nazis. Al día siguiente, los alemanes ahorcarán de los balcones de la localidad a 99 civiles y enviará a otros 321 civiles a campos de concentración en Alemania, donde 101 perderán la vida.
- 1949: se publica la novela 1984 de George Orwell.
- 1949: en los Estados Unidos de América, personalidades famosas como Helen Keller, Dorothy Parker, Danny Kaye, Fredric March, John Garfield, Paul Muni y Edward G. Robinson son incluidos en un informe como miembros del Partido Comunista.
- 1953: en los Estados Unidos, en pleno apartheid, la Corte Suprema obliga a los restaurantes de Washington a atender a clientes negros.
- 1954: en Bogotá, Colombia, el Ejército abre fuego contra estudiantes de la Universidad Nacional que se manifestaban contra la dictadura de Gustavo Rojas Pinilla.

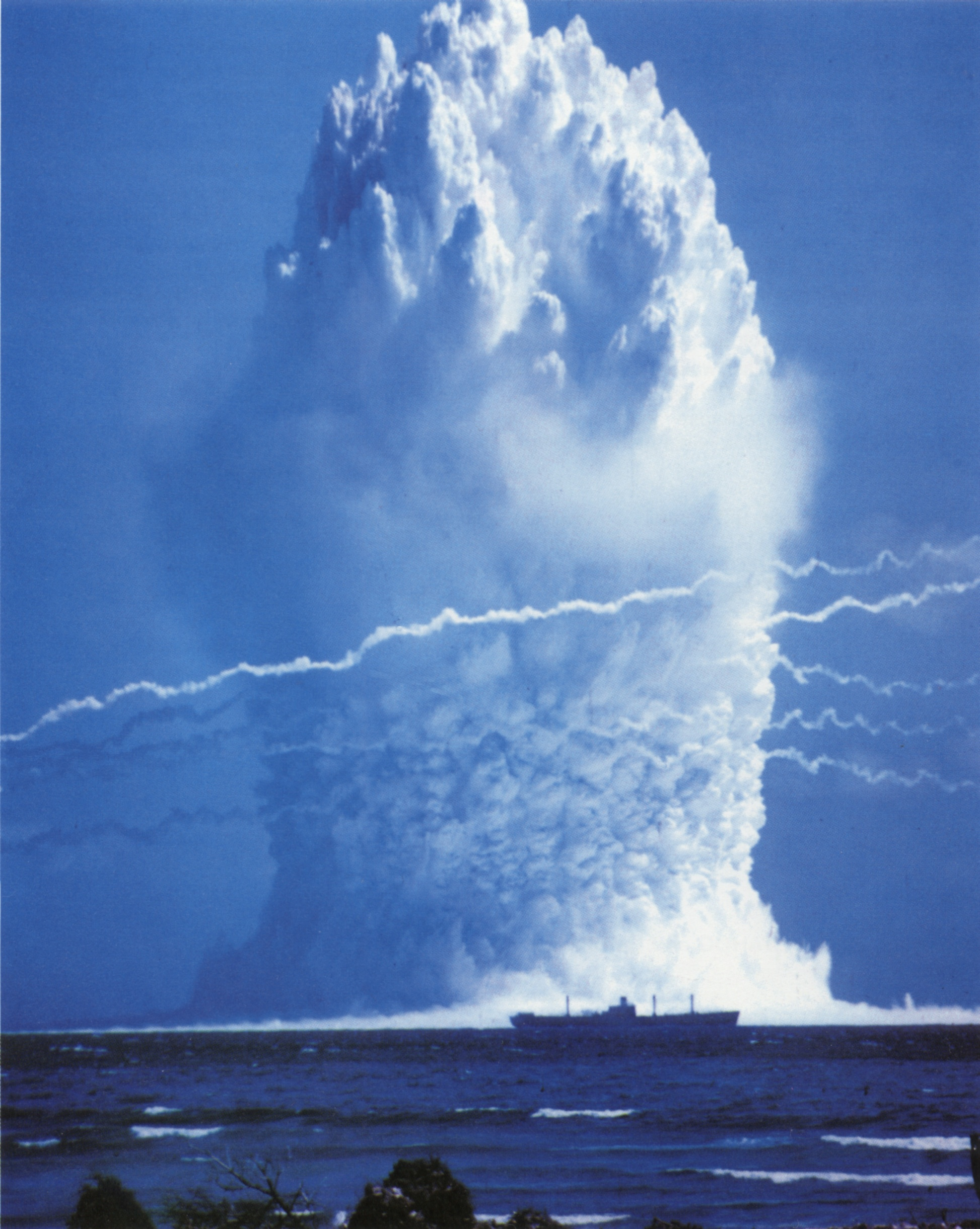
Explosión de la bomba atómica Umbrella (1958).

- 1958: en el atolón Enewetak (islas Marshall, en medio del océano Pacífico), Estados Unidos detona su bomba atómica Umbrella, de 8 kilotones. Se trata de una prueba en el océano, de poca profundidad (46 m). Es la 14.ª de las 35 bombas de la operación Hardtack I, y la bomba n.º 135 de las 1132 que Estados Unidos detonó entre 1945 y 1992.
- 1967: Guerra de los Seis Días: El ejército israelí entra en Hebrón y en la Tumba de los Patriarcas.
- 1968: en Estados Unidos, James Earl Ray es arrestado por el asesinato de Martin Luther King.
- 1969: En el extremo sur de la península ibérica, el Gobierno español del general Franco ordena el cierre permanente de la frontera con Gibraltar (territorio en poder de la Corona británica desde 1704) y el corte de las comunicaciones marítimas, telefónicas y postales con el territorio.[1]
- 1970: golpe de Estado en Argentina del que resulta derrocado el dictador Juan Carlos Onganía. El poder lo asumen provisionalmente el teniente general Alejandro Agustín Lanusse, el brigadier general Carlos Alberto Rey y el almirante Pedro Gnavi.
- 1972: en la guerra de Vietnam, el fotógrafo de Associated Press Nick Ut toma la famosa foto premiada con un Premio Pulitzer de la niña Phan Thị Kim Phúc corriendo desnuda por una carretera, quemada por el napalm.
- 1975: lanzamiento de la sonda espacial soviética Venera 9 con destino a Venus.
- 1982: en las islas Malvinas, Argentina ejecuta el ataque aéreo de bahía Agradable.
- 1984: en el estado australiano de Nueva Gales del Sur, la homosexualidad es declarada legal.
- 1992: se celebra el primer Día Mundial de los Océanos coincidiendo con la Cumbre de la Tierra celebrada en Río de Janeiro.
- 1999: la banda Red Hot Chili Peppers lanza su exitoso séptimo álbum de estudio Californication
- 2001: el expresidente argentino Carlos Menem es sentenciado a prisión domiciliaria, acusado de encabezar una asociación ilícita.
- 2004: tránsito de Venus.
- 2007: en los Estados Unidos, la NASA lanza el transbordador espacial Atlantis.
- 2007: Bon Jovi publica su décimo álbum de estudio, Lost Highway.
- 2008: en el centro de Tokio (Japón), el joven Katō Tomohiro, de 25 años, comete la masacre de Akihabara, asesinando a cuchilladas a siete personas.
- 2013: se celebra la boda real religiosa en Suecia de Magdalena de Suecia con Chris O'Neill.
- 2025 la Selección de fútbol de Portugal gana por segunda vez la Nations League tras ganar en penaltis 5-3 a la Selección de fútbol de España en la edición 2024-25

## Nacimientos
- 1236: Violante de Aragón, reina consorte de Castilla e Infanta de Aragón (f. 1301).
- 1552: Gabriello Chiabrera, poeta italiano (f. 1638).
- 1625: Giovanni Domenico Cassini, científico y astrónomo italiano (f. 1710).
- 1671: Tomaso Albinoni, compositor italiano (f. 1751).
- 1745: Caspar Wessel, matemático noruego-danés (f. 1818).
- 1805: Salustiano Olózaga, político español (f. 1873).
- 1810: Robert Schumann, compositor clásico alemán (f. 1856).
- 1816: Manuel Orozco y Berra, historiador mexicano (f. 1881).
- 1821: Samuel White Baker, explorador británico (f. 1893).
- 1826: Thomas Faed, pintor escocés (f. 1900).
- 1829: John Everett Millais, pintor e ilustrador británico (f. 1896).
- 1830: Juan Manuel Blanes, pintor uruguayo (f. 1901).
- 1849: Julien Dillens, escultor belga (f. 1904).
- 1851: Jacques-Arsène d'Arsonval, físico francés (f. 1940).
- 1860: Alicia Boole Stott, matemática irlandesa (f. 1940).
- 1861: Juan Vázquez de Mella, político tradicionalista español en Cangas de Onís (f. 1928).
- 1867: Frank Lloyd Wright, arquitecto estadounidense (f. 1959).
- 1873: Azorín (José Martínez Ruiz), escritor español (f. 1967).
- 1876: Alexandre Tuffère, atleta grecofrancés (f. 1958).
- 1889: José E. Santos, militar mexicano (f. 1953).
- 1893: Ernest B. Schoedsack, cineasta estadounidense (f. 1979).
- 1894: Erwin Schulhoff, compositor checo (f. 1942).
- 1895: Santiago Bernabéu, empresario español, presidente del Real Madrid (f. 1978).
- 1897: Mariano Suárez Veintimilla, político ecuatoriano (f. 1980).
- 1900: José Ángel Ceniceros, político mexicano (f. 1979).
- 1903: Marguerite Yourcenar, escritora y traductora francesa (f. 1987).
- 1908: Inah Canabarro Lucas, monja, profesora y supercentenaria brasileña, última persona viva verificada nacida en 1908 (f. 2025).
- 1910: María Luisa Bombal, escritora chilena (f. 1980).
- 1910: John W. Campbell, publicista y pintor estadounidense (f. 1971).
- 1911: Edmundo Rivero, cantante y guitarrista argentino de tangos (f. 1986).
- 1911: Antonio Rosón, político español (f. 1986).
- 1916: Luigi Comencini, cineasta italiano (f. 2007).
- 1916: Francis Crick, biólogo británico, premio nobel de medicina en 1962 (f. 2004).
- 1918: Robert Preston, actor estadounidense (f. 1987).
- 1921: Alexis Smith, actriz canadiense (f. 1993).
- 1921: Haji Mohammad Suharto, dictador indonesio entre 1967 y 1998 (f. 2008).
- 1925: Barbara Bush, política estadounidense, esposa de George W. Bush (f. 2018).
- 1927: Jerry Stiller, actor y cómico estadounidense (f. 2020)

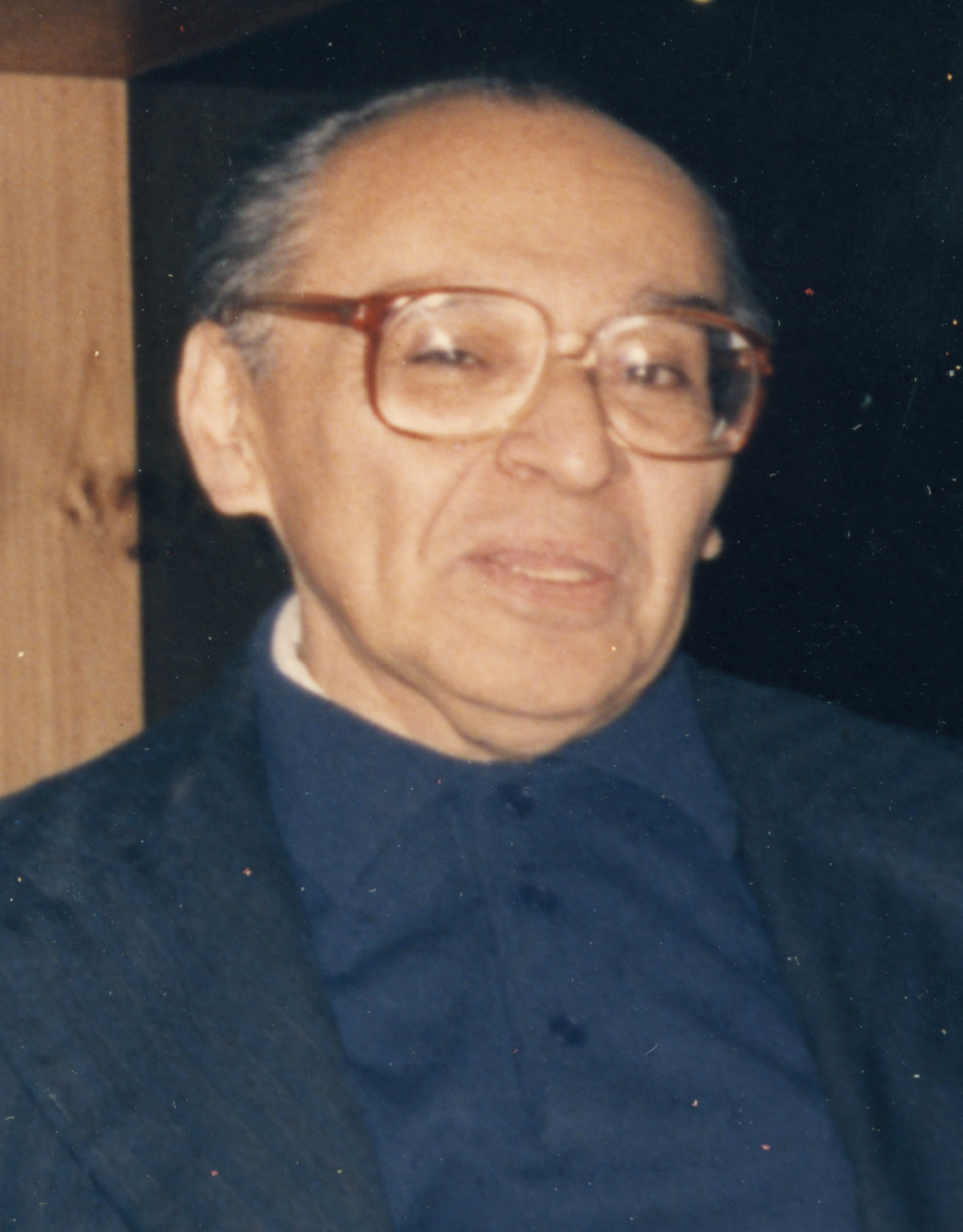
Gustavo Gutiérrez

- 1928: Gustavo Gutiérrez, filósofo y teólogo peruano (f. 2024).
- 1930: Robert Aumann, matemático alemán.
- 1930: Vijayan Mash, escritor, orador y académico indio (f. 2007)
- 1930: Wilna Saavedra, política chilena (f. 2011).
- 1931: Dana Wynter, actriz estadounidense (f. 2011).
- 1933: Joan Rivers, actriz estadounidense (f. 2014).
- 1936: James Darren, actor y director estadounidense (f. 2024).
- 1936: Kenneth Geddes Wilson, investigador estadounidense, premio nobel de física en 1982 (f. 2013).
- 1937: Bruce McCandless II, astronauta estadounidense (f. 2017).
- 1938: Angelo Amato, cardenal católico italiano (f. 2024).
- 1939: Norman Davies, historiador británico.
- 1940: Nancy Sinatra, cantante estadounidense.
- 1942: Jacques Dubochet, biofísico suizo.
- 1943: Colin Baker, actor británico.
- 1944: Silvia Merlino, actriz argentina (f. 2007).
- 1944: Boz Scaggs, cantautor y guitarrista estadounidense.
- 1944: María Ostiz, cantante española.
- 1944: Marc Ouellet, cardenal canadiense.
- 1947: Julio Fernández Baraibar, escritor, guionista, documentalista y político argentino.
- 1947: Eric Wieschaus, biólogo suizo nacionalizado estadounidense.
- 1948: Hilario Camacho, músico español (f. 2006).
- 1949: Emanuel Ax, pianista estadounidense.
- 1950: Kathy Baker, actriz estadounidense.
- 1950: Sônia Braga, actriz brasileña.
- 1950: Pedro Miguel Echenique, físico español.
- 1951: Miguel Ángel Moratinos Cuyaubé, político y diplomático español.
- 1951: Tony Rice, guitarrista y compositor estadounidense, de la banda David Grisman Quintet (f. 2020).
- 1951: Rubén Stella, actor argentino.
- 1951: Bonnie Tyler, cantante británico-galesa.
- 1952: José Manuel Rojas, exfutbolista costarricense.
- 1953: Ivo Sanader, primer ministro croata.
- 1954: Greg Ginn, compositor y cantautor estadounidense, de la banda Black Flag.
- 1955: Tim Berners-Lee, físico británico.
- 1955: José Antonio Camacho, futbolista y entrenador español.
- 1955: Griffin Dunne, actor estadounidense.
- 1956: René Juárez Cisneros, político mexicano (f. 2021).
- 1956: Vicente Romero Redondo, pintor español.
- 1957: Scott Adams, historietista estadounidense.
- 1957: Alejandro Lerner, cantautor argentino.
- 1957: Jorge el Pipa Higuaín, futbolista argentino.
- 1958: Jakko Jakszyk, solista británico.
- 1958: Keenen Ivory Wayans, actor y director estadounidense.
- 1959: Nayef Al-Rodhan, filósofo, neurocientífico, neurocirujano y geoestratega saudí.
- 1960: Mick Hucknall, cantautor británico, de la banda Simply Red.
- 1961: Tatanka, luchador profesional estadounidense.
- 1962: Kristine W, cantante estadounidense.
- 1962: Nick Rhodes, músico británico, de la banda Duran Duran.
- 1963: Kaíti Garmpí, cantante griega.
- 1963: Frank Grillo, actor estadounidense.
- 1964: Humberto Tortonese, comediante argentino.
- 1965: Rob Pilatus, cantante estadounidense, de la banda Milli Vanilli (f. 1998).
- 1966: Julianna Margulies, actriz estadounidense.
- 1967: Carlos Portaluppi, actor argentino.
- 1967: Marco Uriel, actor mexicano.
- 1967: Antonio Soria, catedrático de piano, concertista e investigador musical español.
- 1969: J.P. Manoux, actor estadounidense.
- 1970: Gabrielle Giffords, política estadounidense.
- 1970: Seu Jorge, cantautor brasileño.
- 1970: Kwame Kilpatrick, político estadounidense.
- 1970: Kelli Williams, actriz estadounidense.
- 1971: Mark Feuerstein, actor estadounidense.
- 1972: Jaroslav Rudiš, escritor checoslovaco.
- 1973: Lexa Doig, actriz canadiense.
- 1973: Emma García, presentadora de televisión española.
- 1973: Bryant Reeves, baloncestista estadounidense.
- 1973: Jerónimo Gil, actor venezolano.
- 1974: Rodolfo Graieb, futbolista argentino.
- 1975: Shilpa Shetty, actriz y modelo india.
- 1976: Lindsay Davenport, tenista estadounidense.
- 1977: Hrvoje Vejić, futbolista croata.
- 1977: Kanye West, rapero y productor estadounidense.
- 1978: Cristóbal Lander, actor y modelo venezolano.
- 1978: Maria Menounos, actriz y presentadora de televisión griega-estadounidense.
- 1978: Adriana Silva, modelo y actriz colombiana.
- 1978: Sturgill Simpson, cantautor y actor de música country estadounidense.
- 1979: Derek Trucks, guitarrista estadounidense, de la banda Allman Brothers Band.
- 1980: Sergio Mantecón, futbolista español.
- 1980: Fausto Miño, cantante, compositor y actor ecuatoriano.
- 1981: Alex Band, cantante estadounidense, de la banda The Calling.
- 1981: Sara Watkins, violinista estadounidense, de la banda Nickel Creek.
- 1981: Jess Weixler, actriz estadounidense.
- 1982: Dickson Etuhu, futbolista nigeriano.
- 1982: Irina Lazareanu, modelo rumana.
- 1982: Nadia Petrova, tenista rusa.
- 1983: Kim Clijsters, tenista belga.
- 1983: Pantelis Kapetanos, futbolista griego.
- 1983: Mamoru Miyano, actor, seiyū y cantante japonés.
- 1984: Andrea Casiraghi, aristócrata monegasco.
- 1984: Javier Mascherano, futbolista argentino.
- 1985: José Joaquín Rojas, ciclista español.
- 1986: Charisma Cappelli, actriz pornográfica estadounidense.
- 1986: Ben Hermans, ciclista belga.
- 1986: Lex Immers, futbolista neerlandés.
- 1987: Issiar Dia, futbolista senegalés.
- 1987: Ty Segall, cantante, compositor, guitarrista, batería y productor estadounidense.
- 1987: Vladislav Stoyanov, futbolista búlgaro.
- 1988: Kamil Grosicki, futbolista polaco.
- 1988: Reinaldo Zavarce, actor, cantante y modelo venezolano.
- 1989: Timea Bacsinszky, tenista suiza.
- 1989: Richard Fleeshman, actor británico.
- 1989: Minami Tsuda, actriz de voz japonesa.
- 1990: Jonathan Freudman, actor venezolano de telenovelas.
- 1993: Alexandre Moreno, futbolista español.
- 1994: Liv Morgan, luchadora profesional estadounidense de WWE
- 1994: Zelá Brambillé, escritora y novelista mexicana (f. 2021)
- 1995: Ferland Mendy, futbolista francés.
- 1996: Nicolás Álvarez, tenista peruano.
- 1996: Ginebra Bellucci, actriz pornográfica española.
- 1996: Sheriff Drammeh, baloncestista sueco.
- 1996: Maxim Fedin, futbolista kazajo.
- 1996: Xéniya Yuskova, nadadora rusa.
- 1997: Francesc Colomer, actor español.
- 1997: Jeļena Ostapenko, tenista letona.
- 1997: Antonio Perera Calderón, futbolista español.
- 1998: Meredith Alwine, halterófila estadounidense.
- 1998: Manon Deketer, yudoca francesa.
- 1998: Marlena Gola, atleta polaca.
- 1998: Ingrid Wilm, nadadora canadiense.
- 1999: Gabriela Borges, cantante, bailarina y actriz estadounidense.
- 1999: Ben Folami, fubtolista australiano.
- 1999: Maddy Gough, nadadora australiana.
- 1999: Nate Hinton, baloncestista estadounidense.
- 1999: Norman Zezula, piragüista polaco.
- 2000: Alejandro Cantero, futbolista español.
- 2000: Imanol García de Albéniz, futbolista español.
- 2000: Harry Nach, cantante chileno.
- 2000: Pablo Antonio Ortiz, futbolista colombiano.
- 2000: Jan Paul van Hecke, futbolista neerlandés.
- 2002: Eloísa de Orange-Nassau, la primera hija del príncipe Constantino Cristóbal de los Países Bajos y de la princesa Lorenza, nieta de la princesa de los Países Bajos, Beatriz y de su difunto marido, Claus y sobrina de los actuales reyes de los Países Bajos, Guillermo Alejandro y Máxima.
- 2003: Eldin Dzogovic, futbolista luxemburgués.
- 2004: Francesca Capaldi, actriz estadounidense.
- 2004: Faustas Steponavičius, futbolista lituano.

## Fallecimientos
- 218: Macrino, emperador romano (n. 164).
- 632: Mahoma, profeta árabe, fundador del islam (n. 570).
- 1042: Canuto Hardeknut, rey danés (n. 1018).
- 1376: Eduardo de Woodstock, príncipe galés (n. 1330).
- 1505: Hongzhi, emperador chino (n. 1470).
- 1612: Hans Leo Hassler, compositor alemán (n. 1562).
- 1628: Rodolfo Goclenio, filósofo alemán (n. 1547).
- 1651: Tokugawa Iemitsu, shōgun japonés (n. 1604).
- 1714: Sofía de Wittelsbach, princesa bávara (n. 1630).
- 1768: Johann Joachim Winckelmann, historiador y arqueólogo alemán (n. 1717).
- 1795: Luis XVII, rey francés (f. 1795).
- 1809: Thomas Paine, político, escritor, filósofo, intelectual radical y revolucionario estadounidense (n. 1737)
- 1831: Sarah Siddons, actriz de teatro británica (n. 1755).
- 1835: Gian Domenico Romagnosi, físico italiano (n. 1761).
- 1845: Andrew Jackson, político estadounidense, presidente entre 1829 y 1837 (n. 1767).
- 1856: José Félix Valdivieso, político, jurista y diplomático ecuatoriano (n. 1784).
- 1859: Walter Hunt, ingeniero e inventor estadounidense (n. 1796)
- 1865: Joseph Paxton, arquitecto británico (n. 1803).
- 1874: Cochise, jefe indio americano (n. 1805).
- 1876: George Sand, escritora francesa (n. 1804).
- 1889: Gerard Manley Hopkins, poeta británico (n. 1844).
- 1899: María del Divino Corazón (María Droste zu Vischering), aristócrata y religiosa alemana (n. 1863).
- 1901: Edward Moran, pintor anglo-estadounidense (f. 1829).
- 1915: Ettore Mattei, anarquista italiano (n. 1851).
- 1924: Andrew Irvine, alpinista británico (n. 1902).
- 1924: George Leigh Mallory, alpinista británico (n. 1886).
- 1938: Konrad Theodor Preuss, etnólogo alemán (n. 1869).
- 1939: Germán Busch Becerra, militar y político boliviano (n. 1903).
- 1942: José Pellicer Gandía, anarquista y revolucionario español (n. 1912).
- 1945: Karl Hanke, líder nazi alemán (n. 1903).
- 1946: Gerhart Hauptmann, escritor alemán (n. 1862).
- 1946: Amelia Cuñat y Monleón, dibujante ceramista (n. 1878).
- 1953: José E. Santos, militar mexicano (n. 1889).
- 1956: Marie Laurencin, pintora y grabadora francesa (n. 1883).
- 1959: Leslie Johnson, piloto de automovilismo británico (n. 1912).
- 1965: Edmondo Rossoni, político italiano (n. 1884).
- 1966: Anton Melik, geógrafo esloveno (n. 1890).
- 1968: Ludovico Scarfiotti, piloto de automovilismo italiano (n. 1933).
- 1969: Robert Taylor, actor estadounidense (n. 1911).
- 1970: Manuel de Castro, escritor uruguayo (n. 1896).
- 1970: Abraham Maslow, psicólogo estadounidense (n. 1908).
- 1971: Edmundo Pérez Zujovic, político chileno (n. 1912).
- 1972:
  - Antoni Kępiński, psiquiatra y filósofo polaco (n. 1918).
  - Jimmy Rushing, cantante estadounidense, de la banda Oklahoma City Blue Devils (n. 1901).
- 1977: Francisco Elías Riquelme, cineasta español (n. 1890).
- 1980: Ernst Busch, cantante y actor alemán (n. 1900).
- 1982: Satchel Paige, beisbolista estadounidense (n. 1906).
- 1984: Gordon Jacob, compositor británico (n. 1895).
- 1990: José María Figueres Ferrer, político costarricense, presidente de Costa Rica entre 1953-1958 y 1970-1974 (n. 1906).
- 1993:
  - Deolinda Lopes Vieira, profesora anarcosindicalista y feminista portuguesa (n. 1888).
  - Severo Sarduy, escritor cubano (n. 1937).
- 1995: Juan Carlos Onganía, dictador argentino entre 1966 y 1970 (n. 1914).
- 1997: 
  - Luis Bru, físico y académico español (n. 1909).[2]
  - Amos Tutuola, escritor nigeriano (n. 1920).
  - Karen Wetterhahn, química estadounidense (n. 1948).
- 1998: 
  - Sani Abacha, presidente nigeriano (n. 1943).
  - María Reiche, matemática y arqueóloga alemana (n. 1903).
- 2000:
  - Manuel Espinosa Yglesias, empresario y filántropo mexicano (n. 1909).
  - Lucy Cranwell, botánica neozelandesa (n. 1907)
- 2004: Leopoldo Zea, filósofo mexicano (n. 1912).
- 2006: 
  - Abu Musab al Zarqaui, terrorista jordano (n. 1966).
  - Francisco Lozano Vicente, político español n. 1922).
- 2007: 
  - Aden Abdullah Osman Daar, presidente somalí (n. 1908).
  - José Martín Recuerda, dramaturgo español (n. 1926).
  - Richard Rorty, filósofo estadounidense (n. 1931).
- 2008: Šaban Bajramović, cantautor serbio (n. 1936).
- 2009: 
  - Omar Bongo, político gabonés (n. 1935).
    - Johnny Palermo, actor estadounidense (n. 1982).
- 2011: Alan Rubin, músico estadounidense de jazz y blues (n. 1943).
- 2012: Pete Brennan, baloncestista estadounidense (n. 1936).
- 2013: Paul Cellucci, político y diplomático estadounidense (n. 1948).
- 2016: 
  - Pedro Costa Musté, director y productor de cine español (n. 1941).
  - Pablo Brichta, actor argentino (n. 1949).
- 2017: Miguel D'Escoto, religioso y político revolucionario nicaragüense (n. 1933).
- 2018: Danny Kirwan, músico y compositor británico (n. 1950).
- 2018: Anthony Bourdain, cocinero, escritor, novelista, chef, presentador de televisión estadounidense (n. 1956).
- 2019: Jorge Brovetto, ingeniero químico y político uruguayo (n. 1933).
- 2019: André Matos, cantante brasileño (n. 1971), de la banda Angra, Shaman y Víper.
- 2019: Lucho Avilés, periodista de espectáculos y conductor de televisión uruguayo radicado en Argentina (n. 1938).
- 2020:
  - Bonnie Pointer, cantante de música disco y soul estadounidense (n. 1950).
  - Manuel Felguérez, pintor y escultor mexicano (n. 1928).
  - Pierre Nkurunziza, político burundés, presidente de Burundi entre 2005 y 2020 (n. 1963).
- 2022: Luis Pico Estrada (85), periodista y guionista de cine, radio, televisión y teatro argentino (n. 1936).
- 2023: 
  - Pat Robertson, empresario y evangelista estadounidense (n. 1930).
  - Txomin Perurena, ciclista español (n. 1943).

## Celebraciones
- Día Internacional de los Tumores Cerebrales.[3]
Para sensibilizar y concientizar a la población acerca de sus causas, riesgos y tratamiento, así como brindar solidaridad a los pacientes y sus familiares.
- Día Mundial del Terapista del Lenguaje.[4]
Este día reconoce la labor de los profesionales que ayudan a personas de todas las edades con problemas de comunicación y lenguaje, a través de diferentes técnicas y estrategias, ayudan a niños, adolescentes y adultos a superar obstáculos en la comunicación oral, escrita y no verbal.

Compartidas
- Naciones Unidas
  - Día Mundial de los Océanos.[5][6]
Se celebra desde 2009 y es una fecha establecida por la ONU con el objetivo de reconocer la importancia que tienen los océanos en el planeta. Los océanos son el principal pulmón del planeta, ya que son los responsables de generar gran parte del oxígeno. Además, el océano alberga la mayor parte de la biodiversidad de la Tierra.

 Por países
(Por orden alfabético)
- Argentina: 
  - Día del Divorcio Vincular.[7]
El 8 de junio de 1987 se promulgó la ley 23.515 que posibilitó la disolución del vínculo conyugal. Como sucede con otros hitos normativos, la sanción de esta ley produjo fuertes debates y gran resistencia por parte de los grupos más conservadores.
  - Día Nacional del Colono Polaco.[8]
Fecha reconocida por la Cámara de Diputados a través de la Ley 24.601 del 28 de diciembre de 1995. La fecha del 8 de junio se eligió debido a la llegada del barco “Antonina”, que trajo en 1897 a los primeros pasajeros polacos legalmente registrados.
  -  Misiones: 
    - Día Provincial del Colono Polaco.[9]
- Australia: 
  -  Isla Norfolk: Bounty Day, fiesta nacional.[10]
- Colombia: 
  - Día del Estudiante.[11] También llamado Día del Estudiante Caído o Día del Estudiante Revolucionario y se extiende hasta el 9 de junio.
- Cuba: 
  - Día del Jurista Cubano.[12]
Cada 8 de junio se celebra el Día del Jurista Cubano o Día del Trabajador Jurídico.
- Eslovenia: 
  - Primož Trubar Day.[13]
Día de Primož Trubar, reformador protestante esloveno, el fundador y primer superintendente de la Iglesia protestante de la región. Sin embargo, es más conocido por ser el primer autor literario en lengua eslovena. Tradujo una veintena de libros al esloveno y al alemán, entre otros, y participó en la edición de otros.
- Estados Unidos: 
  - Día de Concientización sobre el VIH/SIDA en la Comunidad Caribeño-Estadounidense.[14]
(en inglés: Caribbean American HIV/AIDS Awareness Day).
- Perú: 
  - Día del Ingeniero Peruano.[15]

### Santoral católico

San Medardo, obispo.

- Santa Calíopa, mártir.
- San Clodulfo.[16]
- San Fortunato de Fano.[16]
- San Gildardo.[16]
- San Guillermo Fitzherbert.[16]
- San Maximino.[16]
- San Medardo.[16](imagen ilustrativa).
Patrón de los camareros, leñadores, agricultores y titiriteros y se le invoca para combatir la tuberculosis intestinal y el dolor de muelas.
- San Salustiano.[16]
- San Sabiniano, abad.[16]
- San Miguel de los Santos, religioso trinitario.
- San Jacobo Berthieu.[16]
- Santa María Teresa Chiramel Mankidiyan.[16]
- Beato Juan Davy.[16]
- Beata María del Divino Corazón Droste zu Vischering.[16]
- Beato Nicolás de Gesturi Medda.[16]

Festividades
- 2025:
  - Pentecostés [17](del griego πεντηκοστή, pentēkostḗ, que significa ‘quincuagésimo’) es el término con el que se define la fiesta cristiana del quincuagésimo día del tiempo pascual.[18]
Se trata de una festividad que pone término a ese tiempo litúrgico y que configura la culminación solemne de la misma Pascua, su colofón y su coronamiento.[19][20]